# Cerreto Selva
Cerreto Selva (già Cerreto a Selva) è una località del comune di Sovicille, nella provincia di Siena.

## Storia
Il borgo di Cerreto a Selva fu un antico comune del contado senese. In epoca alto-medievale venne qui costruito un castello, noto anche come Castel delle Selve, che fu avamposto della Repubblica di Siena. Nel 1397 il castello fu assediato e conquistato dai fiorentini durante la guerra contro il duca di Milano, che i senesi avevano appoggiato: questo fatto è ricordato nelle Istorie fiorentine di Scipione Ammirato. Il castello, diruto, perse progressivamente di importanza nei secoli successivi.
Nel 1777 la comunità di Cerreto Selva fu annessa a quella di Sovicille.
Il borgo nel 1833 contava 83 abitanti.

## Monumenti e luoghi d'interesse
Dell'antico borgo medievale sopravvivono alcuni edifici in pietra, ma del castello delle Selve se ne sono perse le tracce. Anche la chiesa originaria medievale è andata perduta in seguito alla decadenza del castello, ma alla fine del XVIII secolo vennero realizzate la moderna chiesa di Santo Stefano, semplice edificio con facciata a capanna dipinta, e la casa canonica, attigua alla chiesa. Il Romagnoli ricorda che nel 1852 all'interno della chiesa si trovavano un dipinto di Santo Stefano del pittore Lorenzo Feliciati ed un cataletto di Bernardino Mei. La chiesa di Santo Stefano è inserita nella parrocchia di San Pietro a Barontoli.
Il borgo di Cerreto Selva è servito da un proprio cimitero.